# Nigramma correspondens
Nigramma correspondens là một loài bướm đêm trong họ Noctuidae.